# 田中仁
田中仁（日语：／ Tanaka Jin，1976年9月20日—），日本男編劇。以前經歷東映動畫，現為自由身。出身於東京都。

## 人物、來歷
在「光之美少女系列」中，他是從第10部《DokiDoki！光之美少女》（第5話）開始參加。然後在第12部《Go！Princess 光之美少女》首次擔任劇本統籌。並在第14部《KiraKira☆光之美少女 A La Mode》再次擔任劇本統籌。
2016年於特攝影集《動物戰隊獸王者》中首次負責真人影集的工作。

## 風格
由於他創作了闔家觀賞了的作品，並稱正在思考「當代的感覺」以獲得靈感。如在《搖曳露營△》表現出本作主角志摩凜和各務原撫子之間關係符合的時代感。
在與原作合作的作品中，目標是將原作的魅力傳達給觀眾，讓工作人員有參與感。
其想法認為孩子的健康成長離不開監護人的陪伴，而在《Go！Princess 光之美少女》主角之一紅城永久的故事中，就描繪出了孩子被環境封閉的夢想。一方面也在《KiraKira☆光之美少女 A La Mode》主角宇佐美一花身上也描敘沒有母親陪伴的各種生活。

## 交友關係
東映動畫時期，編劇伊藤睦美跟田中仁同期。因此在田中負責編劇統籌的作品中，伊藤常被任命為副編劇。
一方面，編劇香村純子跟田中是東映動畫研究所的同期生。不過當時的課程不同，兩人素不相識，而是以成為編劇為目標後認識。田中在電視動畫《Go！Princess 光之美少女》負責編劇統籌時因為邀請了香村參加各集劇本的工作，所以之後在隔年《動物戰隊獸王者》由香村擔任編劇統籌時，她也邀請田中參加各集劇本的工作。

## 參加作品

### 電視動畫
粗體字表示劇本統籌作品。
2007年
- 旁邊的兒童 我的火腿組（日语：はたらキッズ マイハム組）（編劇／全50話中3本）

2008年
- 我家3姊妹（編劇／初次擔任)

2009年
- ONE PIECE（編劇／已播出1026話中153本）

2010年
- 瑪麗與伽利 ver.2.0（日语：マリー&ガリー）（編劇／全30話中5本）
- 數碼寶貝合體戰爭（編劇／全79話中1本)

2012年
- 女王之刃 叛亂（編劇／全12話中2本）

2013年
- DokiDoki！光之美少女（編劇／全49話中10本）
- 約會大作戰（編劇／全12話中3本）
- 探險托里蘭托 -千年真寶-（編劇／全51話中1本）

2014年
- Z/X IGNITION（編劇／全12話中2本）
- Happiness Charge 光之美少女！（編劇／全49話中7本）
- 約會大作戰II（編劇／全10話中3本）
- 東京喰種（劇本統籌補）
- ONE PIECE “3D2Y” 跨越艾斯之死! 魯夫與夥伴的誓言（編劇）

2015年
- Go！Princess 光之美少女（編劇／全50話中16本）

2016年
- Anne Happy♪（編劇／全12話中9本）

2017年
- KiraKira☆光之美少女 A La Mode（編劇／全49話中15本）

2018年
- 搖曳露營△（編劇／全12話中8本）
- 擁抱！光之美少女（編劇／全49話中4本）

2019年
- 八月的棒球甜心
- Star☆Twinkle 光之美少女（編劇／全49話中1本）

2020年
- 昨日之歌（編劇／全12話中6本）
- 魔王學院的不適任者 ～史上最強的魔王始祖，轉生就讀子孫們的學校～（編劇／全13話中9本）
- 房間露營△（編劇）
- Healin' Good ♥ 光之美少女（編劇）
- Love Live！虹學園學園偶像同好會（編劇／全13話中8本）

2021年
- 搖曳露營△ SEASON2（編劇／全13話中9本[5]）
- 通靈王 (2021年版)（編劇／全52話中12本）

2022年
- Love Live！虹學園學園偶像同好會（第2期）（編劇）

2023年
- 魔王學院的不適任者II ～史上最強的魔王始祖，轉生就讀子孫們的學校～（編劇）
- 【我推的孩子】[6]

### OVA
2023年
- Love Live! 虹咲學園學園偶像同好會 NEXT SKY（編劇）[7]

### 電影動畫
2016年
- 劇場版 魔法使 光之美少女！奇跡的變身！莫夫倫天使！（編劇[8]）

2019年
- 劇場版 Star☆Twinkle 光之美少女：滿懷思念的星之歌（編劇[9]）

2022年
- 劇場版 搖曳露營△（編劇）
- 劇場版 Delicious Party♡光之美少女：夢想的♡兒童套餐！（編劇）

2023年
- 光之美少女 All Stars F（編劇）

2024年
- Love Live! 虹咲學園學園偶像同好會 完結篇第一章（編劇）

### 特攝影集
2016年
- 動物戰隊獸王者（編劇／全48話中7本）

### 非戲院上映
2017年
- 歸來的動物戰隊獸王者 納命來吧！地球王者決定戰（編劇）

### 舞台
2013年
- DokiDoki！光之美少女 音樂劇秀（編劇）

## 相關項目
- 東映動畫